# Jyotindra Nath Dixit
Jyotindra Nath Dixit, född 8 januari 1936 i nuvarande Kerala, död 3 januari 2005, var en indisk diplomat och politiker (INC). Vid sin död var han premiärministerns förste säkerhetsrådgivare.
Dixit var tidigare under sin karriär utrikesminister såväl som ambassadör i en rad länder, bland annat Afghanistan, Bangladesh (Indiens förste ambassadör i landet), Chile, Mexiko, Japan, Australien, Sri Lanka och Pakistan.